# عبد العزيز بن سعود بن محمد آل سعود
عبد العزيز بن سعود بن محمد  الملقب بـ السامر. من مواليد مدينة الرياض.

## نشأته وحياته
هو عبد العزيز بن سعود بن محمد بن عبد العزيز بن سعود بن فيصل بن تركي آل سعود، تلقى التعليم الابتدائي والمتوسط والثانوي والجامعي بمدينة الرياض. لقبه خادم الحرمين الشريفين الملك فهد بن عبد العزيز بشاعر آل سعود. أشاد بشعره عدد من الملوك والحكام وأولياء العهود والوزراء والمؤرخين والأدباء. له الكثير من المساجلات الشعرية مع كبار الشعراء أشهرها مع الشيخ زايد بن سلطان آل نهيان رئيس دولة الإمارات العربية المتحدة، وكذلك مع الشيخ محمد بن راشد آل مكتوم وزير الدفاع بالإمارات العربية حاكم إمارة دبي، ومع الشاعر الشيخ راشد بن عيسى بن سلمان آل خليفة. تغنى بشعره أهم وأشهر فناني السعودية والخليج والدول العربية وأستطاع من خلال ما يكتبه أن يحقق انتشاراً واسعاً وقدم الكثير من الأوبريتات الوطنية.

### الشاعر السامر
بدأت علاقة السامر بالشعر منذ وقت مبكر من حياته، حيث بدأ بحفظ قصائد والده الأمير سعود بن محمد رغم حداثة سنه، حيث يعد نفسه ممن نشأ على يده والده حتى صار أحد رواد الشعر الشعبي في المملكة العربية السعودية. له هوايات متعددة أهمها الصيد بالصقور (القنص). وكان من المتطوعين في السلك العسكري في تحرير الكويت عام 1990.
```
كان كثيرون يستكثرون عليه الشعر لحداثة سِنّه. في عام 1400هـ صاحب خاله 
الامير بندر بن محمد
 لقضاء إجازة الربيع في الكويت. وفي حفل العشاء الذي أقامه خاله للأمير تركي بن محمد، التقى بالشاعر راشد بن جعيثن وسأله ابن جعيثن عن قصائد والده فأسمعه مما يحفظ منها شيئاً ثم قرأ شيئاً من أشعاره على أنها لوالده دون أن يقول أنها له ! ولكنها لفتت انتباه ابن جعيثن. بعد عودة عبد العزيز بن سعود إلى الرياض، زارهم الشاعر راشد بن جعيثن في منطقة المعذر ليحصل على شيءٍ من قصائد والده. لما حاول تدوين إحدى قصائد عبد العزيز ظنا منه أنها لوالده، أحس أنها تختلف! فسأله بإصرار عن صاحب القصيدة وقال له إن القصيدة تعود لي. أصر الشاعر ابن جعيثن على نشرها في 
مجلة اليمامة
 باسم مستعار. ومن هنا كتب الأمير عبد العزيز القصيدة تحت اسم السامر. ذكر عبد العزيز أن السامر صديقه الذي لا يعرفه إلا هو وهو جزء من حياته الخاصة، وهو الوجه الادبي لقصيدته ولشخصيته الابداعية.
[
1
]
```

## تعاونات فنية
- تعاون مع الفنان محمد عبده في أغنية سيد الغنادير 1983، انتهى لما ابتدى.
- خالد عبد الرحمن في أغنية آهات 1992.
- خالد عبد الرحمن في أغنية حاكمني
- خالد عبد الرحمن في أغنية ودي تشوف الهم
- خالد عبد الرحمن في أغنية تعطيني الود والا تاخذه مني
- عبد الله الرويشد في «يا ملاك الروح» من ألحان عبد الله الرويشد و «غمضة» من الحان الراحل راشد الخضر
- راشد الماجد في أغنية شرطان الذهب. من ألحان الراحل صالح الشهري

## الامسيات
- أمسية السامر بنادي الصيد والفروسية. الثلاثاء 27/5/1997، وألقى فيها القصائد: بلغت السلام، آهات، أهل الخليج، رمش ظليل، جيوش المحبة، دموع العين، تعطيني الود وإلا تاخذه منيّ، مدري، غلطة الشاطر، الجمرة، شرطان الذهب، لعب الفرس، بايع وشاري، المحبة سعادة، أهل الغرام، العين، مرحبا، طيفك معي ما فارق العين لحظه، علمني الوقت، سيف العين.

## الجوائز التي نالها في مسيرته
حاز على لقب أفضل شاعر لعام 1995 م في منطقة الخليج وفقاً لاستطلاع أجرته مؤسسة إعلامية كويتية وشارك فيها قرابة ألف مثقف من دول مجلس التعاون الخليجي.

## مؤلفاته

### دواوين
- صدر ديوانه الأول تحت اسم (مشاعر السامر).
- صدر ديوانه الثاني تحت اسم (حرائر السامر).
- صدر له ديوان (نظائر السامر)، وترك للغة الإنجليزية، وريعه خيري.

## توبته
في العام 1427 هـ الموافق للعام 2006م تقريباً قرر السامر التوبة من إعطاء قصائده للغناء، وطالب الفنانين بترك هذه المهنة بما لها من تأثير نفسي سيئ للإنسان. ولكنه رجع للأعمال الوطنية بالتعاون مع الفنان خالد عبد الرحمن.

## صلة القرابة
- جده لأمه هو الأمير محمد بن سعود الكبير بن عبد العزيز بن سعود بن فيصل بن تركي بن عبد الله بن محمد آل سعود الملقب بـ شقران (متوفي).[3]
- عمه هو الأمير سعد بن محمد بن عبد العزيز آل سعود.[4] وله الأمير بندر بن سعد بن محمد بن عبد العزيز (متوفي) وصلي عليه يوم الأثنين 8 / 11 / 1441هـ في مدينة الرياض.[5]

### أخواله
- الأمير سلطان بن محمد بن سعود الكبير
- الأمير تركي بن محمد بن سعود الكبير
- الأمير بندر بن محمد بن سعود الكبير

## اخوانه
- الأمير بندر بن سعود بن محمد آل سعود. الأمين العام للهيئة السعودية للحياة الفطرية ثم رئيساً لها بالمرتبة الممتازة بأمر ملكي يوم الخميس 1434/09/09 هـ الموافق 2013/07/19 م، حتى اعفي من منصبه وتعيينه مستشارا بالديوان الملكي بالمرتبة الممتازة بتاريخ 30 رجب 1437هـ - 7 مايو 2016م. متزوج من كريمة الأمير تركي بن سعود الكبير آل سعود 2009.[6]
- الأمير فيصل بن سعود بن محمد آل سعود.[7] وله من الأبناء الأمير فهد بن فيصل بن سعود ومحمد بن فيصل بن سعود رئيس نادي الهلال السعودي سابقا.
- الأمير نواف بن سعود بن محمد آل سعود.
- الأمير متعب بن سعود بن محمد آل سعود. متزوج من الاميرة سارة بنت خالد بن بندر بن عبد العزيز آل سعود 2009
- الأمير خالد بن سعود بن محمد آل سعود.
- الأمير العقيد سلطان بن سعود بن محمد آل سعود.
- الأمير فهد بن سعود بن محمد آل سعود. وله من الأبناء الأمير محمد.[8]
- الأمير محمد بن سعود بن محمد آل سعود.
- الأمير تركي بن سعود بن محمد رئيس مدينة الملك عبد العزيز للعلوم والتقنية.[9]
- الأمير بدر بن سعود بن محمد آل سعود. الرئيس العام لأندية الطلبة السعوديين بالمملكة المتحدة وأيرلندا للدورة 31 وكاتب أسبوعي في صحيفة عكاظ.[10]
- الأمير نايف بن سعود بن محمد آل سعود.
- الأمير عبد الله بن سعود بن محمد آل سعود. الرئيس التنفيذي لمجموعة الأحلام القابضة وله من الأبناء الأمير سعود والأمير سلطان.[11] إحدى كريماته تزوجت من الأمير سعود بن تركي بن فهد بن سعود الكبير وذلك في قصر الثقافة بالرياض، بحضور عدد من الأمراء ووجهاء المجتمع وأقارب العروسين.
- الأمير د. سعد بن سعود بن محمد آل سعود.[8] شاعر وعميد كلية الإعلام والاتصال ب جامعة الإمام محمد بن سعود الإسلامية [12]
- الأمير عبد المجيد بن سعود بن محمد آل سعود.[8]
- الأمير المنصور بن سعود بن محمد آل سعود.[8]
- الأميرة أسماء بنت سعود بن محمد آل سعود.[8]
- الأميرة هياء بنت سعود بن محمد آل سعود.[8]
- الأميرة البندري بنت سعود بن محمد آل سعود

## أسرته

### زوجته
```
الشيخة شيخه بنت 
راشد بن سعيد آل مكتوم
```

شقيقة حاكم دبي الشيخ محمد بن راشد آل مكتوم.

### أبناؤه
- الأمير راشد بن عبد العزيز.[13] 1996
- الأمير سعود بن عبد العزيز.[14]
- الأمير محمد بن عبد العزيز.[15]

## وصلات خارجية
الموقع الرسمي للشاعر السامر